# Territorio dipendente dal patriarcato di Egitto, Sudan e Sud Sudan
L'arcieparchia di Alessandria dei Melchiti è una sede della Chiesa cattolica greco-melchita in Egitto immediatamente soggetta al patriarca di Antiochia dei Melchiti. Nel 2022 contava 6.310 battezzati. Il vicario patriarcale è il vescovo Jean-Marie Chami, Ist. del Prado.

## Territorio
L'arcieparchia si estende ai fedeli melchiti dell'Egitto, del Sudan e del Sudan del Sud.
Il vicario patriarcale risiede al Cairo, dove si trova la cattedrale della Risurrezione. Anche ad Alessandria d'Egitto sorge una cattedrale, dedicata alla Dormizione di Maria.
Il territorio è suddiviso in 14 parrocchie.

## Storia
A partire dal 1772, come ricorda l'Orientalium Dignitas di papa Leone XIII, il patriarca di Antiochia divenne amministratore di Alessandria per i melchiti dell'Egitto. A partire dal 1838, il patriarca melchita assume il titolo di patriarca di Antiochia e di tutto l'Oriente, di Alessandria e di Gerusalemme.
In quanto sede propria del patriarca, l'arcieparchia è retta da un vicario patriarcale, che la governa a nome del patriarca, da cui la sede dipende.
Il numero dei fedeli, che nel 1940 ascendeva a 35.000, è ora molto diminuito.

## Cronotassi dei vicari patriarcali
- Thomas Qoyoumgi, B.S. † (1835 - 1836)
- Basil Kfoury † (1837 - 5 aprile 1859 deceduto)
- Augustin Fattal, B.A. † (1859 - 1864)
- Ambroise Basile Abdo † (1864 - 15 novembre 1866 nominato eparca di Zahleh e Furzol)
- Joannitius Massamiri † (1866 - 3 settembre 1870 deceduto)
- Augustin Fattal, B.A. † (1870 - 1876) (per la seconda volta)
- Thomas Mazloum † (1876 - 1879)
- Athanasios Nasser † (1879 - 24 ottobre 1902 deceduto)
- Macarios Saba † (27 ottobre 1903 - 25 giugno 1919 nominato arcieparca di Aleppo)
- Stephen Sukkariyeh † (25 aprile 1920 - 25 novembre 1921 deceduto)
- Anthony Faraj † (11 dicembre 1922 - 1928 dimesso)
- Dionysios Kfoury, B.S. † (1932 - 1954 dimesso)
- Elias Zoghby † (2 settembre 1954 - 9 settembre 1968 nominato arcieparca di Baalbek)
- Paul Antaki † (9 settembre 1968 - 21 giugno 2001 dimesso)
- Joseph Jules Zerey (22 giugno 2001 - 4 giugno 2008 nominato vicario patriarcale di Gerusalemme)
- Georges Michel Bakar, Ist. del Prado (4 giugno 2008 - 25 giugno 2022 ritirato)
- Jean-Marie Chami, Ist. del Prado, dal 25 giugno 2022

## Statistiche
L'arcieparchia al termine dell'anno 2022 contava 6.310 battezzati.
| anno | popolazione | popolazione | popolazione | presbiteri | presbiteri | presbiteri | presbiteri                | diaconi | religiosi | religiosi | parrocchie |
| anno | battezzati  | totale      | %           | numero     | secolari   | regolari   | battezzati per presbitero | diaconi | uomini    | donne     | parrocchie |
| ---- | ----------- | ----------- | ----------- | ---------- | ---------- | ---------- | ------------------------- | ------- | --------- | --------- | ---------- |
| 1970 | 11.000      | 69.000.000  | 0,0         | 19         | 18         | 1          | 578                       |         |           | 16        | 14         |
| 2005 | 6.500       | ?           | ?           | 14         | 14         |            | 464                       |         |           | 17        | 18         |
| 2012 | 6.200       | ?           | ?           | 18         | 18         |            | 344                       | 2       |           | 15        | 13         |
| 2015 | 6.200       | ?           | ?           | 17         | 17         |            | 364                       | 2       |           | 11        | 13         |
| 2018 | 6.200       | ?           | ?           | 12         | 12         |            | 516                       | 2       |           | 12        | 14         |
| 2020 | 6.200       | ?           | ?           | 12         | 12         |            | 516                       | 2       |           | 11        | 14         |
| 2022 | 6.310       | ?           | ?           | 12         | 12         |            | 525                       | 2       |           | 11        | 14         |